# Samoabrillenvogel
Der Samoabrillenvogel (Zosterops samoensis) ist eine Vogelart aus der Familie der Brillenvögel. Er ist endemisch für Savai'i in Samoa.

## Merkmale
Der Samoabrillenvogel erreicht eine Länge von 10 Zentimetern. Das Gefieder und der Vorderkopf sind gelblich-grün. Der Scheitel und Oberseite dunkel citrin-farben. Die Handschwingen und Schwanzfedern sind braunschwarz. Kehle und Unterschwanz sind hellgelb und die Flanken Unterflügeldecken sind weißlich. Die Flanken sind gelblich-grün mit Spuren von Ocker. Der Schnabel ist auf der Oberseite braun, unterseits gelb; die Füße sind grau oder grünlich. Der namengebende, schmale weiße Ring um die gelblich-weiße Iris ist mehr oder weniger nach vorn offen. Der Unterschied zum nah verwandten Einfarb-Brillenvogel (Zosterops sanctaecrucis) besteht in dem weißen Augenring, der fahlen Iris, dem kürzeren Fuß und der geringeren Größe. Die Geschlechter unterscheiden sich nicht, Jungtiere sind nicht beschrieben.

### Laute
Die Rufe bestehen aus hohen tchee oder cheeer-Lauten, gelegentlich mit gurgelnden Elementen, ähnlich wie beim Haussperling (Passer domesticus). Die Rufe werden von den ziehenden Grüppchen fast ständig abgegeben und ein Abendlied besteht aus Doppelnoten, die den Rufen ähnlich sind, aber in Sequenzen von 3–5 Paaren zusammengesetzt sind: „tee-deer, tee-dee, tee-deer, tee-dee, tee-deer“.

## Lebensraum und Lebensweise
Die Vögel bewohnen Waldland, Wälder und Gärten in Höhen über 900 m, gelegentlich bis auf 780 m. Nach einem Zyklon 1991 wurde er auch in Buschland beobachtet.
Seine Nahrung besteht aus Insekten, Früchten und Nektar. Bei der Nahrungssuche bewegt er sich in kleinen Gruppen von sechs bis zwanzig Individuen in den Baumkronen.  Die Brutzeit ist im südlichen Sommer, bis in den Mai.

## Gefährdung und Schutz
Die Art ist stark auf ein begrenztes Gebiet mit einer Fläche von 520 km² beschränkt. Die Gesamtpopulation wird auf ca. 2500 Exemplare geschätzt. Die verbleibenden Lebensräume sind durch Wanderfeldbau und Holzernte gefährdet. Außerdem hat die Erschließung zu einer stärkeren Besiedlung des Lebensraumes geführt und fremde Raubtiere sowie eingeschleppte verwandte Arten (Z. japonicus, Z. lateralis) werden als weitere Bedrohung angesehen. Die Art kommt in drei Nationalparks vor, unter anderem dem Mount Silisili Park.

### Quelle
- B. van Balen, C.J. Sharpe (2019): Samoan White-eye (Zosterops samoensis). In: del Hoyo, J., Elliott, A., Sargatal, J., Christie, D.A. & de Juana, E. (eds.). Handbook of the Birds of the World Alive. Lynx Edicions, Barcelona.  18. März 2019.

## Weiterführende Literatur
- Atherton, J. & Jefferies, B. eds. (2012) Rapid biodiversity assessment of upland Savai’i, Samoa. SPREP, Apia, Samoa.
- Baker, R.H. (1951) The avifauna of Micronesia. Its origin, evolution, and distribution. Univ. Kansas Publ. Mus. Nat. Hist. 3(1): 1–359.
- Beichle, U. & Baumann, S. (2003) Die Landvögel der Samoa-Inseln. Jahrbuch 10, Übersee-Museum, Bremen, Germany.
- Bellingham, M. & Davis, A. (1998) Forest bird communities in western Samoa. Notornis 35: 117–128.
- Butchart, S.H.M. & Stattersfield, A.J. eds. (2004) Threatened Birds of the World 2004. CD-ROM. BirdLife International, Cambridge, UK.
- Butler, D. (2012) Report on the birds of Upland Savai’i. Pp. 85–109 in: 670881 *Collar, N.J., Crosby, M.J. & Stattersfield, A.J. (1994) Birds to Watch 2: the World List of Threatened Birds. BirdLife Conservation Series 4. BirdLife International, Cambridge, UK.
- DuPont, J.E. (1976) South Pacific Birds. Delaware Museum of Natural History Monograph Series 3. 218 pp.
- Evans, S.M., Fletcher, F.J.C., Loader, P.J. & Rooksby, F.G. (1992) Habitat exploitation by landbirds in the changing Western Samoan environment. Bird Conserv. Int. 2(2): 123–129.
- Mayr, E. (1945) Birds of the Southwest Pacific - a Field Guide to the Birds of the Area between Samoa, New Caledonia, and Micronesia. The MacMillan Company, New York.
- Mayr, E. (1967) Family Zosteropidae. Indo-Australian taxa. Pp. 289–326 in: Paynter (1967).
- Mees, G.F. (1969) A systematic review of the Indo-Australian Zosteropidae (Part III). Zool. Verhand. Leiden 102: 1–390.
- Murphy, R.C. & Mathews, G.M. (1929) Birds collected during the Whitney South Sea Expedition. 7. Zosteropidae. American Museum Novitates 356: 1–14.
- Pratt, H.D. & Mittermeier, J.C. (2016) Notes on the natural history, taxonomy, and conservation of the endemic avifauna of the Samoan archipelago. Wilson J. Orn. 128(2): 217–241.
- Pratt, H.D., Bruner, P.L. & Berrett, D.G. (1987) A Field Guide to the Birds of Hawaii and the Tropical Pacific. Princeton University Press, Princeton, New Jersey.
- Snouckaert van Schauburg, R. (1931) Les Zostéropides. Alauda 3: 13–27. In French.
- Stattersfield, A.J. & Capper, D.R. eds. (2000) Threatened Birds of the World. Lynx Edicions & BirdLife International, Barcelona & Cambridge.